# Фірангі
Фірангі (firangi, phirangi, також фірингі (firingi)  або фаранг (farang)  — «чужоземець» , «іноземець», «португалець» ) — тип індійської довгоклінкової холодної зброї XVI—XIX століть, що являє собою клинок європейського походження з ефесом в індійському стилі (зрідка використовувався оригінальний ефес). Найчастіше використовувалися клинки палашів і шпаг, а також шабельні клинки — португальського, іспанського, англійського, французького, німецького, генуезького та іншого походження. Хоча відгуки про якість європейської зброї були суперечливі, тим не менш, вона мала досить високий попит, зокрема генуезький меч був у одного з лідерів маратхів Шиваджі . За іншими даними, терміном фірангі могли називати будь-яку європейську, або зроблену в європейському стилі, зброю, включаючи арбалети та вогнепальну зброю. Фірангі з німецькими клинками були відомі під назвою аламані (від фр. Allemagne=Німеччина). Зазвичай це були шабельні клинки невеличкої кривизни, які особливо масово експортувалися у XVII сторіччі..

## Конструкція
Фірангі мали прямий однолезовий або двогострий клинок. Зазвичай використовувався індійський ефес-кошик, що був розвитком так званого староіндійського ефеса. Ефес-кошик мав широку гарду, у вигляді двох напівкруглих пластин, розташованих дещо під кутом відносно один одного. Гарда поєднувалася з навершям широкою захисною дужкою — наявність такої дужки, що з'явилася під впливом європейських зразків зброї, була основною відмінністю ефеса-кошика від староіндійського. Навершя було розташований поперек рукоятки диск блюдцеподібної форми. З центру навершя виходив довгий шипоподібний стрижень, відігнутий у бік робочого леза (через наявність закритого ефеса, навіть за використання обоюдогострого клинка, зброю можна було тримати тільки однією стороною), загострений, або з головкою на кінці. Цей стрижень, ймовірно, захищав руку підняту для удару нижче кисті. За іншою версією він використовувався для додаткового хвату другою рукою. Гарда і дужка покривалися зсередини м'якими подушечками кольорового оксамиту. Рукоять була злегка опуклою у центрі. Такий тип ефеса також використовувався на традиційних зразках клинкової зброї Індії: кханда, сукхела, тальвар, тега та сосун патта

## Зображення

Фірангі з шабельним клинком, XIX ст., зібрання музею Метрополітен
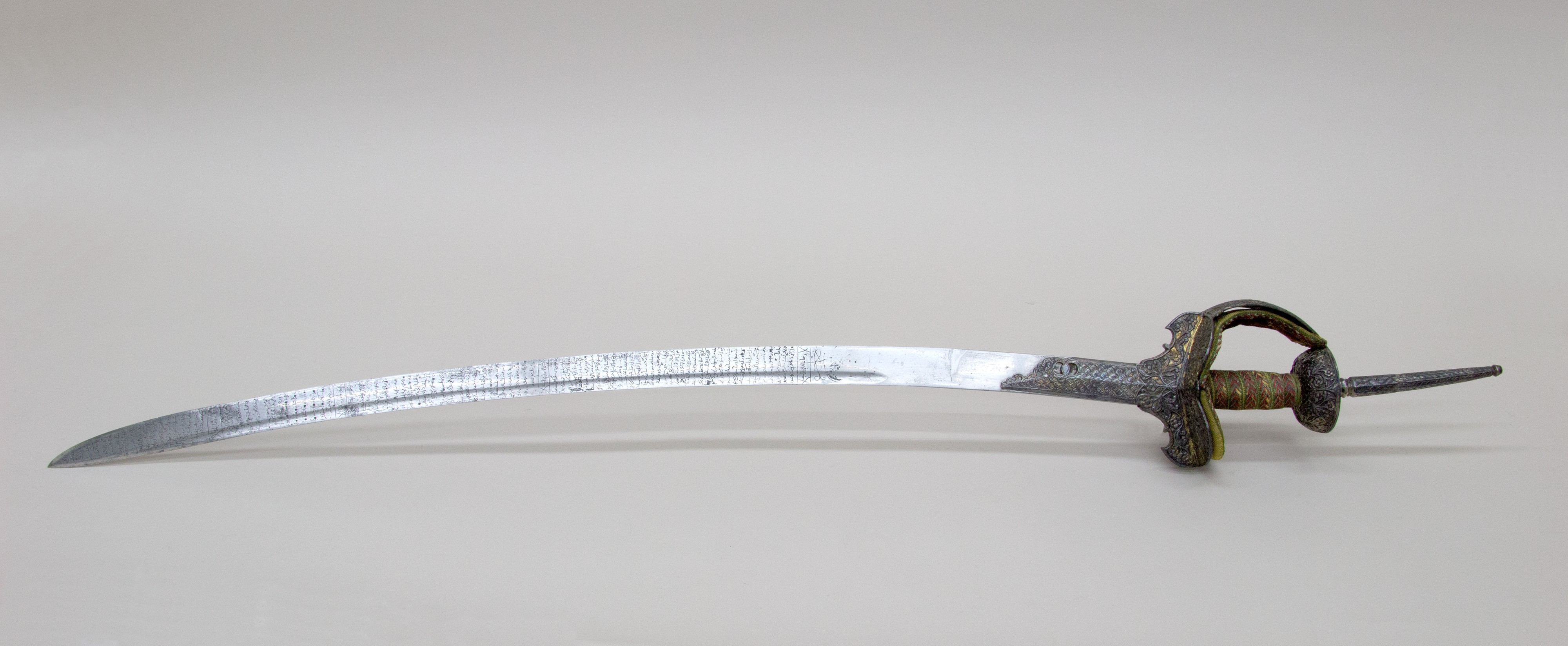
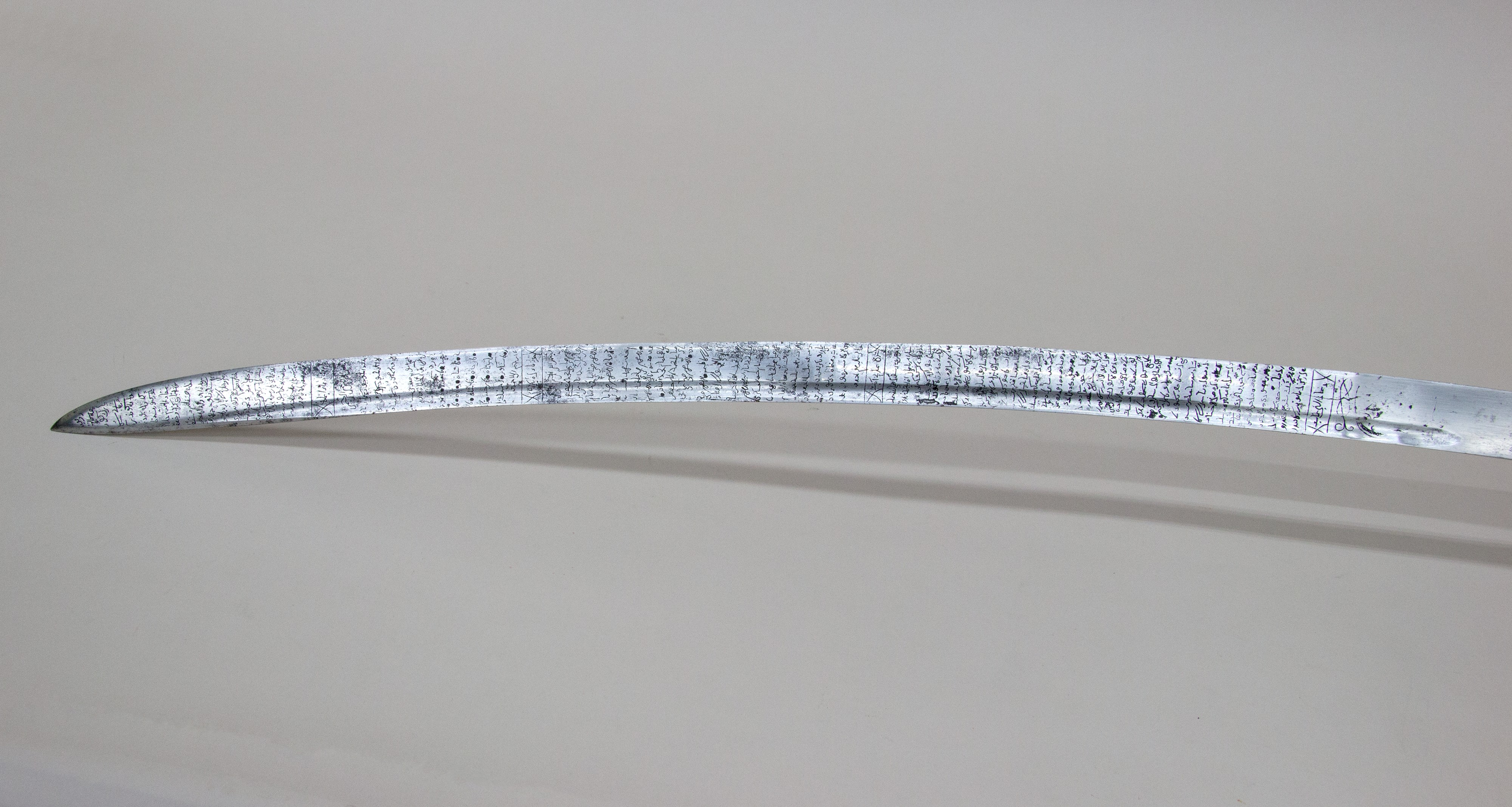
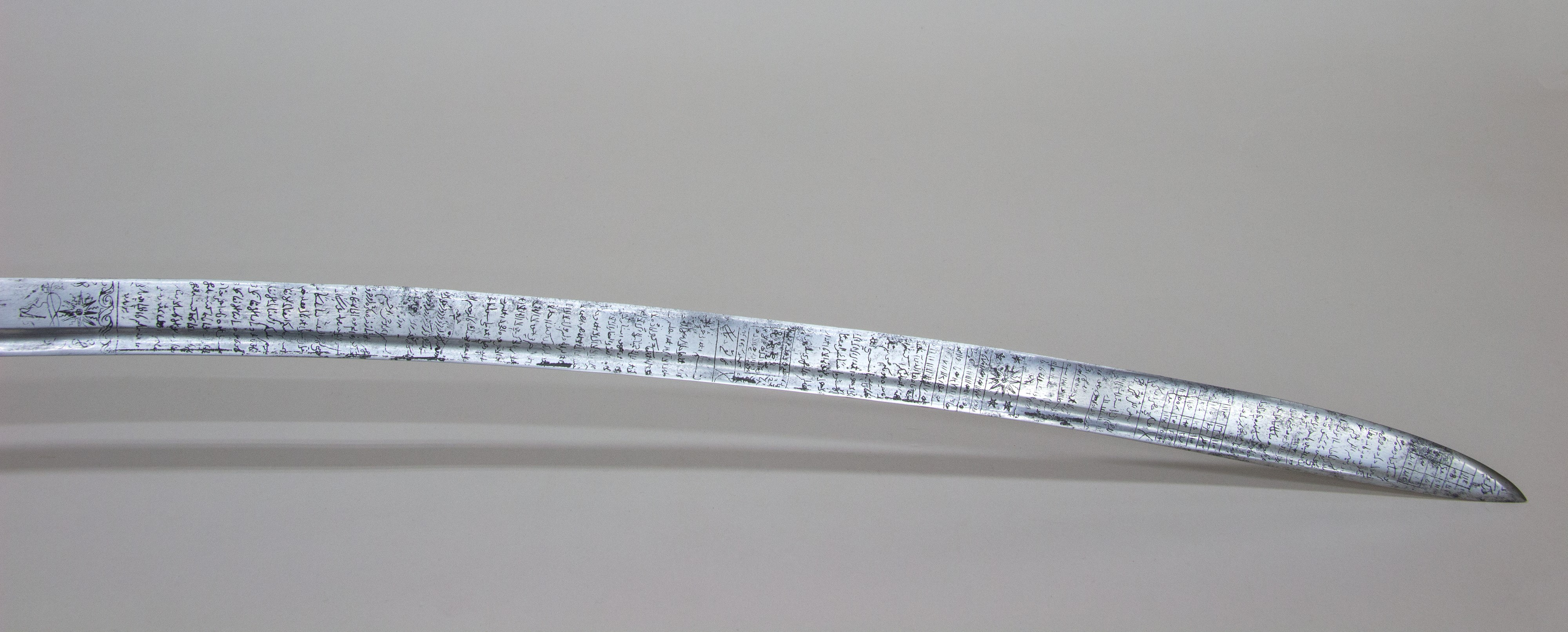
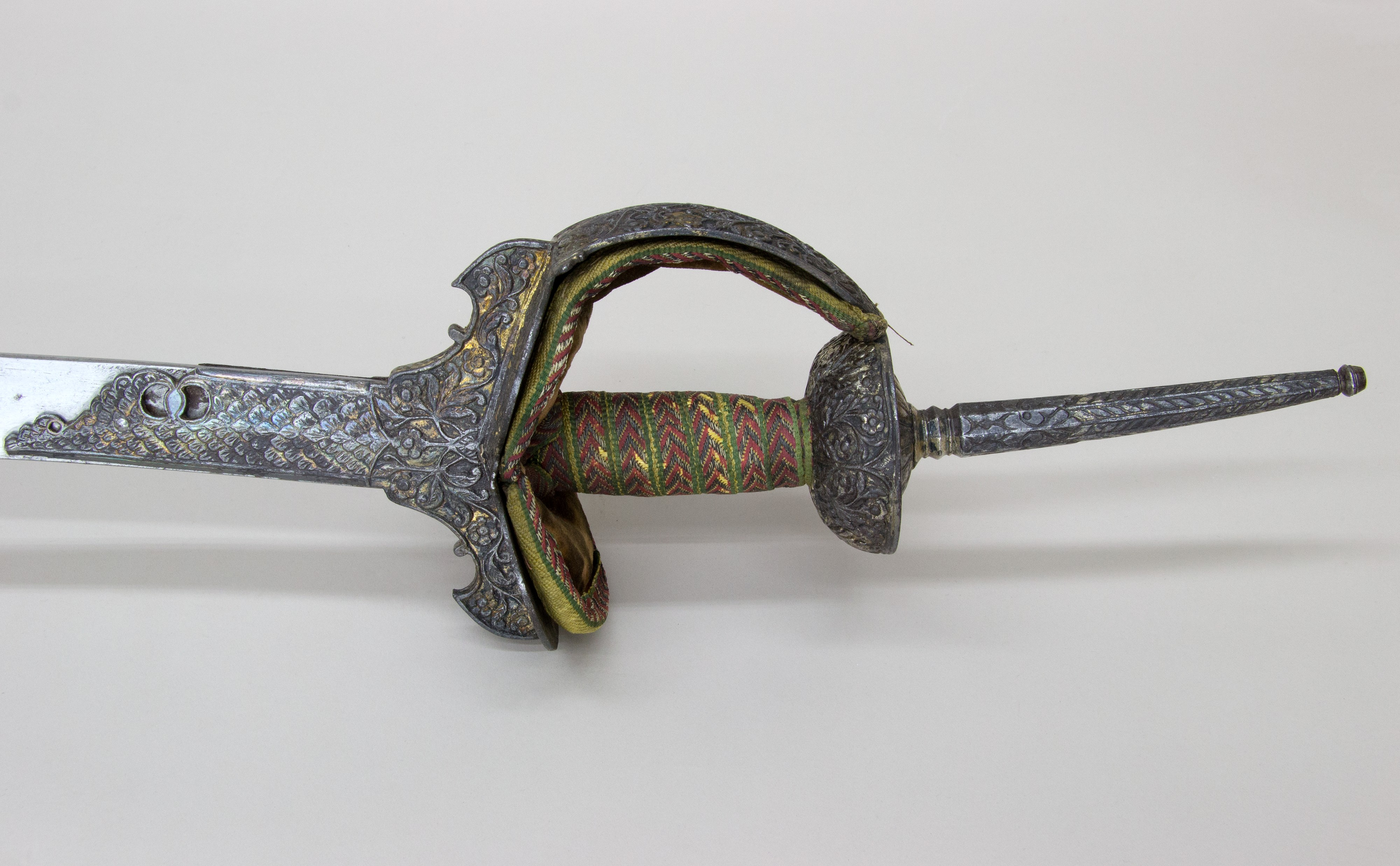
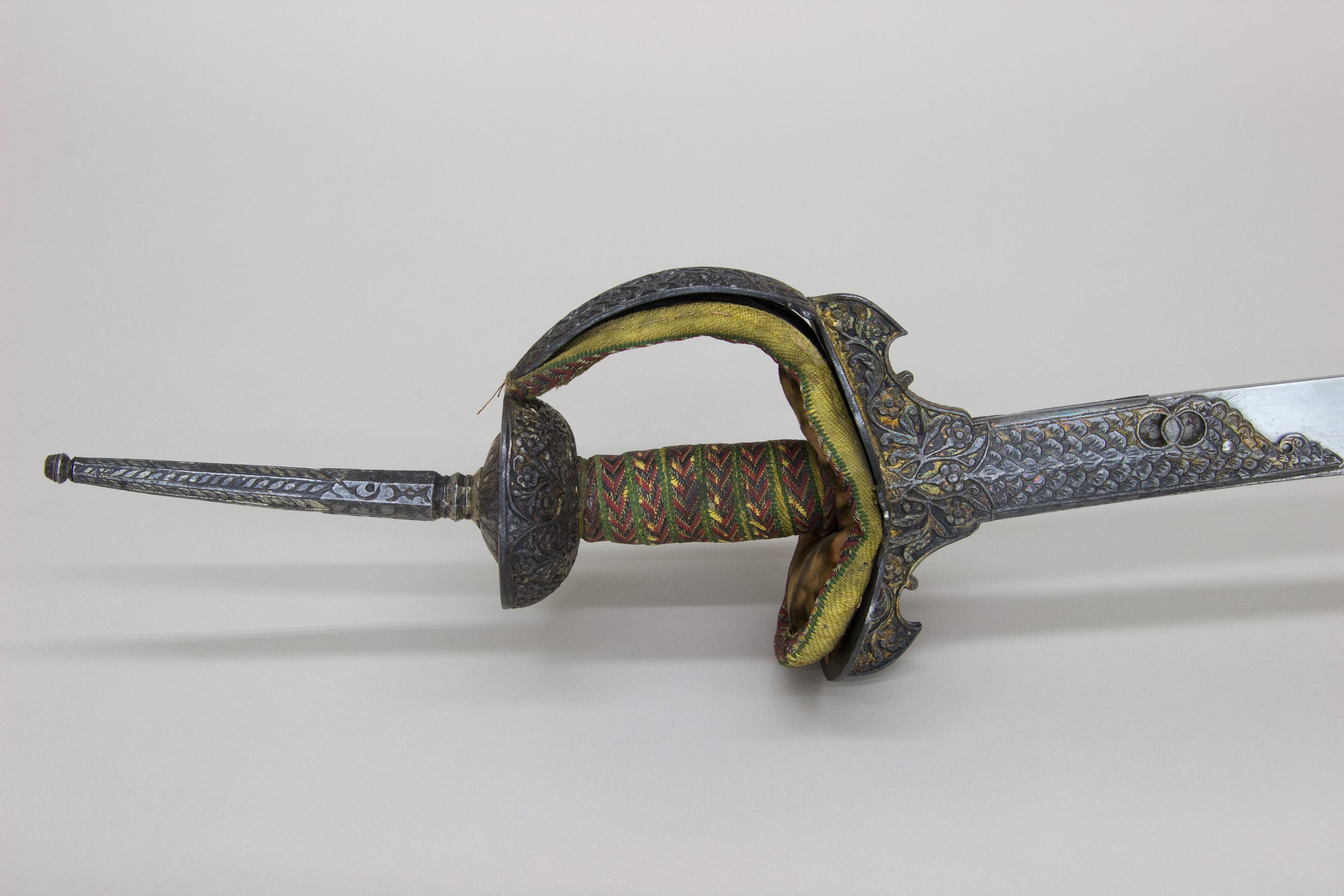
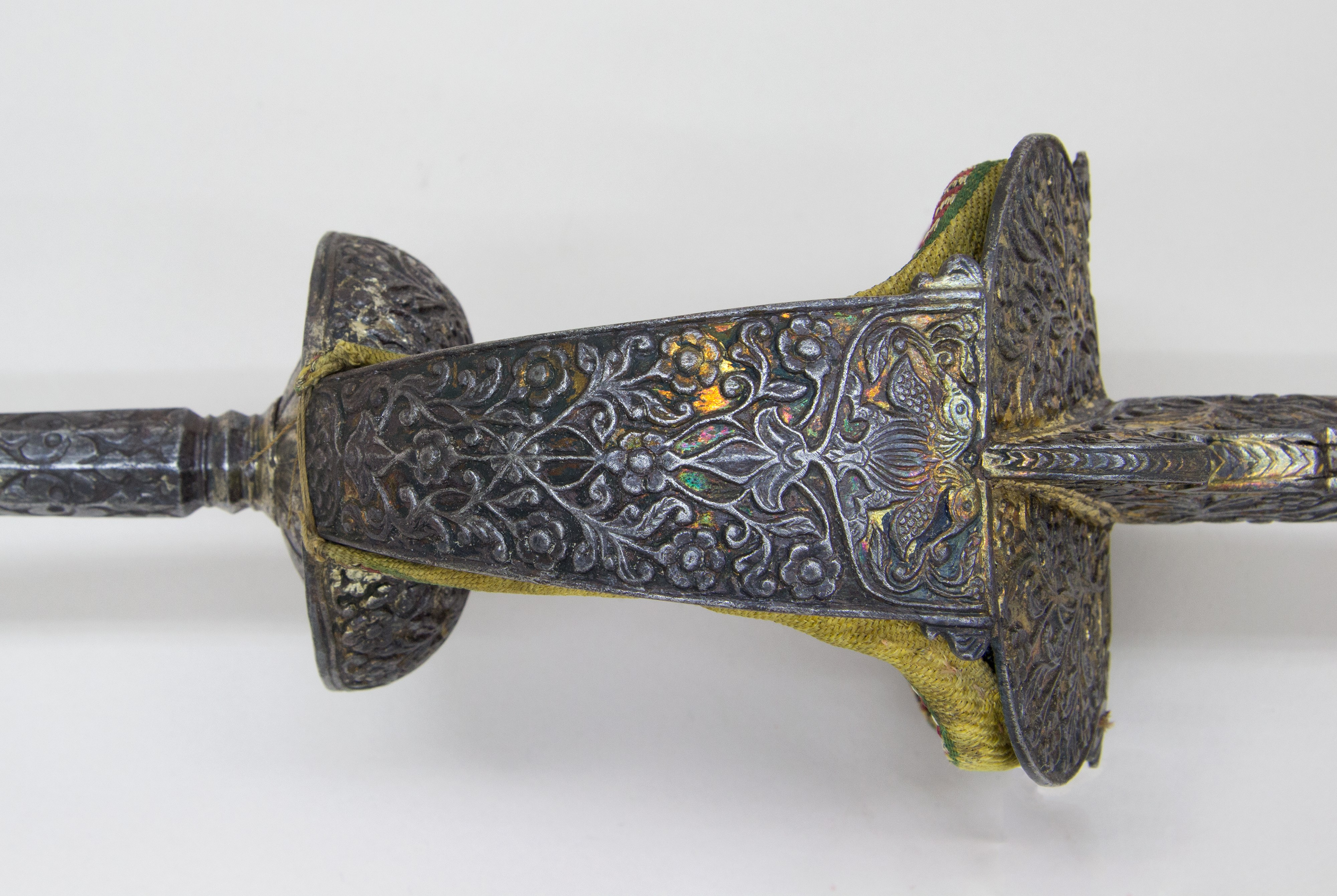